# جولیانا موراندینی
جولیانا موراندینی (ایتالیایی: Giuliana Morandini)؛ زادهٔ ۱۹۳۸ برخی منابع ۱۹۴۴) یک رمان‌نویس و مقاله‌نویس اهل ایتالیا است. وی برنده جایزه ویارجو (۱۹۸۳) شده است